# Hiroto Sese
Hiroto Sese (世瀬 啓人 Sese Hiroto?, Tottori, 20 de agosto de 1999) es un futbolista japonés que juega como centrocampista en el Fujieda MYFC.

## Trayectoria

### Clubes
| Club            | País  | Año       |
| --------------- | ----- | --------- |
| Gainare Tottori | Japón | 2018-2024 |
| Fujieda MYFC    | Japón | 2024-     |